# Enrique Pereira
Enrique Pedro Pereira Kliche (Montevideo, 1º dicembre 1909 – Montevideo, 10 marzo 1983) è stato un pallanuotista uruguaiano che ha partecipato alle Olimpiadi estive del 1936 e del 1948.